# Конев-Бор
Ко́нев-Бор — деревня в городском округе Коломна Московской области, до 2017 года входила в состав Хорошовского сельского поселения. Деревня расположена на левобережье реки Москвы. Газопровод, водоснабжение, магазины — отсутствуют. Население — 80 чел. (2010). Дворов — около 80. Домов с постоянным проживанием — не более 50. Участков по данным Росреестра 2012 г. — 91.

В деревне сохраняется исторически сложившаяся планировочная структура и застройка усадебного типа не выше строительного высотного уровня существующей застройки.

## История
После губернской реформы Екатерины II деревня относилась к Колыберевской волости 1-го стана Коломенского уезда Московской губернии.

Первое упоминание и административный статус (по доекатерининскому административно-территориальному делению) подлинно не известно.
- Согласно одним источникам — упоминается в грамотах Ивана Калиты и Дмитрия Донского и значилась в числе важнейших великокняжеских имений. Здесь был завод великих князей и стан.[6]

 Каневъ, древле волость и Станъ. Въ душевн. Грамотахъ Iоанна Калиты и Димитрія Донскаго онъ стоитъ среди важнѣйшихъ селъ и въ немъ былъ заводъ Великокняжескихъ коней. Нынѣ это деревня, называется Коневъ боръ и принадлежитъ Князю Черкасскому. — Иванчин-Писарев, Николай Дмитриевич. Прогулка по древнему Коломенскому уезду. — М.: Августа Семена при Императорской Медико-Хирургической Академии, 1843. — С. 42—43. — 166 с.
Соловьёв С. М. так же сопоставляет Конев-Бор и Канев.
- Данную точку зрения не разделяют д-р ист. наук Алексей Борисович Мазуров[8] и д-р ист. наук Константин Александрович Аверьянов[9], считая предположение Соловьёва С. М. ошибочным.

По данным исторических карт XVI—XVII в., составленных по материалам академика Веселовского С. Б. и Перцова В. Н., Конев-Бор относился к Пахрянскому стану и не мог являться центром стана Каневского.
Первые упоминаемые владельцы — князья Черкасские. В середине XIX века в деревне насчитывалось 42 двора и 295 крепостных крестьян.

Коневъ Боръ, деревня 1-го стана, Черкасскаго, Кн Бориса Александр., крестьянъ 148 душъ м. п., 147 ж., 42 двора, 95 верстъ отъ стол., 8 отъ уѣздн. гор., на проселочной дорогѣ.— Нистрем, Карл Михайлович. Указатель селений и жителей уездов Московской губернии, составленный по официальным сведениям и документам, К. Нистремом. — М.: В тип. Ведом. Моск. гор. полиции, 1852. — С. 536. — 954 с. — ISBN 5458112741, 9785458112741.
На рубеже XIX и XX веков в деревне насчитывалось 38 дворов и 405 жителей.

В 1911 г. число дворов — 29. Последний владелец М. Н. Бардышев.
В 1940-е годы в деревне располагалась сельхозартель им. Тельмана Песковского сельсовета. 15 мая 1950 года Мособлисполкомом было принято решение № 1687 «О слиянии колхозов им. Тельмана с. Конев-Бор, им. Ворошилова с. Паньшино и „Прогресс“ с. Рождественка в один колхоз». Позднее земли вокруг деревни стал обрабатывать совхоз «Сергиевский».

## Население
| 2002 | 2006 | 2010 |
| ---- | ---- | ---- |
| 71   | →71  | ↗80  |

## Топонимика
По данным специалистов в области топонимики, а в частности Поспелова Е. М., название деревни в текущем варианте не имеет отношения к коням, как это может показаться.

На плане Генерального межевания 1784 года название приводится в форме Канев Бор. Ранняя форма названия указывает, что бор — «сухой сосновый лес на песках» принадлежал носителю некалендарного личного имени Каня.
— Поспелов, Евгений Михайлович. Географические названия Московской области: топонимический словарь. — М.: ООО "Издательство Астрель", 207. — 600 с.
Личное имя «Каня» может являться производным от мужских имён Аркадий, Кандид, Никандр, Никанор, и от женских Аркадия, Еликонида.. Также «Каня» является ближайшей этимологией слова «Канюк». По мнению краеведа Б. Б. Вагнера название может указывать на принадлежность его в прошлом к некому человеку, носившему имя-прозвище Конь, которое было довольно распространенным на Руси в средние века.

## Достопримечательности
Храм равноапостольных Кирилла и Мефодия
- В XXI веке выстроен Кирилло-Мефодиевский храм[20].

Храм представляет собой небольшой деревянный шатровый храм без ярко выраженных стилевых черт. Основан в 2003 году. Начало строительства — 2002 год. Дата постройки последнего здания 2003—2004. Храм равноапостольных Кирилла и Мефодия является приписным к приходу церкви святителя Николая, образованному в 1998 году в посёлке городского типа Пески.
Первая божественная литургия была совершена 19 мая 2007 года по благословению Высокопреосвященнейшего Владыки Митрополита Ювеналия.
Богослужение совершаются по праздникам. Регулярные Богослужения и просветительская работа проводятся в Песках.
- По северной границе существующей застройки проходит граница охранной зоны объекта культурного наследия регионального значения — достопримечательного места "Посёлок художников «Пески». Эта заповедная территория связана с именами С. А. Герасимова и Т. Ф. Макаровой, А. А. Дейнеки, А. В. Куприна, В. Н. Бакшеева, Е. Е. Лансере, А. В. Лентулова, А.И. Козловского, Г. В. Нероды, Г.И. Пименова, В. Ф. Рындина и других. Ближайшие окрестности посёлка художников «Пески» связаны с жизнью и творчеством Анны Ахматовой, Валерия Брюсова, Марины Цветаевой и Бориса Пастернака.[4]

## Природа
Местность в северной, восточной и южной округе лесная. На востоке и юге леса преимущественно широколиственные. На севере — хвойные и смешанные.

В 350 м с запада от деревни проходит русло реки Москвы. Речная долина неоднородна. Севернее, на протяжении 2-х км. до понтонного моста представляет собой пойму. Южнее берега крутые. 

Вдоль южной границы деревни протекает речка Ященка (на картах XVIII—XIX в. Ящевка). В государственном водном реестре РФ не значится. На востоке деревни Конев-Бор, за Московско-Рязанской железной дорогой речка представляет собой озеро с каменистым дном.
- Ященка в центре деревни
- Ященка у железной дороги
- Прорыв бобровой плотины на Ященке

В 1.5 км южнее деревни Конев-Бор протекает река Велегушка.

Лесная, задумчивая речушка Велегушка, когда-то многоводная и студёная, широко сливающаяся с Москва-рекой. Привольные луга тянулись от Москвы-реки вдоль Велегушки. Для степных татарских коней не было лучшего пастбища. Густотравные луга, непроходимые леса, рыбные реки — и стало излюбленным стойбищем татарских полчищ при многочисленных их набегах на Рязанское и Московское княжества место в углу, образуемом Велегушкой и Москва-рекой. С тех пор и осталось название Конев-Бор.— Из Блокнота писателя (Николай  Мхов)
На картах и в публикациях середины XIX века название речки звучит как Велеушка. Так Григорий Ефимович Щуровский в № 2 за 1866 г. Московских Университетских Известиях, в научном очерке «Геологическая экскурсия по губерниям Московской и Ярославской» писал: 

Ал. Мих. Анастасевъ сообщилъ намъ нѣсколько юрскихъ ископаемыхъ изъ окрестностей деревни Коневъ Боръ, мѣстности, которую мы въ прошломъ году, по его же указанію, осматривали и нашли очень поучительною. Черезъ тамошнюю юрскую фармацію прошла желѣзная Рязанская дорога и обнажила её версты на полторы, между рѣчкою Велеушкою и ручьемъ Кузминкой….
 На топографической карте Московской губернии, 1860 г. река так же называется Велеушка.
В Коломенской писцовой книге 1577 г. название указано как Велегоща.

## Люди, связанные с деревней
- Хвостенко, Василий Вениаминович, график и живописец-монументалист, возродивший технику энкаустики, родился 15 августа 1896 г., умер в 1960 г. Похоронен в д. Конев-Бор.
- Хвостенко, Татьяна Васильевна, известный художник, реставратор, член Союза художников России, автор ряда книг, участница различных международных, всесоюзных и республиканских выставок. Родилась в 1928 г., умерла в 2005 г. Похоронена в д. Конев-Бор.

## Транспорт
К северо-востоку от деревни находится одноимённая железнодорожная платформа Рязанского направления Московской железной дороги. Примерно 50 % электропоездов следуют мимо станции без остановки.
Автобусные маршруты отсутствуют. Подъездные пути в виде полевых дорог. В межсезонье проезд осложнён. В планах администрации Коломенского муниципального района произвести устройство дороги с асфальтовым покрытием. Часть дороги проходит по паевым участкам владельцев. Администрация муниципального района проводит работу по изысканию средств на выкуп этой земли.